# 圭亞那副牙脂鯉
圭亞那副牙脂鯉（学名：Parodon guyanensis）為輻鰭魚綱脂鯉目脂鯉亞目下口半脂鯉科的其中一個種，分布於南美洲蓋亞那、蘇利南、法屬圭亞那的奧里諾科河及沿岸溪流流域，體長可達12公分，棲息在流動快速、岩石底質的水域，生活習性不明。